# Frédéric Pagès
Pour les articles homonymes, voir Pagès.
Frédéric Pagès est un journaliste et écrivain français né en 1950 à Suresnes. Agrégé de philosophie, il a rejoint en 1985 la rédaction du Canard enchaîné.

## Trajet
Il a enseigné la philosophie en lycée à Hénin-Beaumont (1973-1975), à Arras (1976-1978) et à Melun (1979-1981). Sous le pseudonyme de « Fredo Manon Troppo », il fut le chanteur du groupe de rock « Les Jalons » (ex-« Dead Pompidou's »). Il a fondé l'hebdomadaire satirique La Grosse Bertha en janvier 1991 avec Cabu, Gébé, Jean-Cyrille Godefroy et Philippe Val.
En 1986, il entre au Canard enchaîné comme journaliste permanent.
En 1996, il crée « Le Banquet du bac philo » à la Sorbonne, devenu « Le Grand Oral du Bac philo » à Sciences Po (Paris). Il s'agit d'une joute oratoire où des candidats « disputent » des vrais sujets de philosophie du baccalauréat.
Il a longtemps collaboré aux Papous dans la tête, émission de radio de France Culture.
Il a participé pendant plusieurs années à la consultation d'ethnopsychiatrie du centre Georges-Devereux, sous la direction de Tobie Nathan.
Il est le fondateur et président de l'« Association des Amis de Jean-Baptiste Botul », créée en 1996, par l'intermédiaire de laquelle il fait la promotion de Jean-Baptiste Botul, philosophe « de tradition orale » et de sa pensée, le « botulisme ».

## Journaliste
Au Canard enchaîné, il écrit notamment des « interviews imaginaires », naguère le « Journal de Xavière T. », le « Journal de Carla B. » et la « Valérie T. si je mens ». Le « Journal de Carla B. » a été l'objet d'une polémique au moment de la sortie du Vrai Canard, le livre de Karl Laske et Laurent Valdiguié. Les auteurs prétendaient en effet que Pierre Charon, conseiller à l'Élysée, inspirait cette rubrique fantaisiste et y faisait passer des messages politiques. La polémique s'est éteinte quand le directeur du Canard, Michel Gaillard, a précisé en page une de l'hebdomadaire que Frédéric Pagès était l'auteur de la rubrique.
Depuis janvier 2015, il anime la rubrique littéraire de l'hebdomadaire satirique.

## Humoriste
De juillet 2009 à janvier 2011, Frédéric Pagès a fait partie de l'équipe d'Anne Roumanoff qui, chaque samedi sur Europe 1, commentait l'actualité dans l'émission Samedi Roumanoff.

## Jean-BaptisteBotul

### JBB existe-t-il?
Bernard-Henri Lévy, dans son ouvrage De la guerre en philosophie (Grasset, 2010), cite sérieusement à l'appui de son argumentation Jean-Baptiste Botul et La Vie sexuelle d'Emmanuel Kant (Mille et une nuits, 1999). Cette citation a soulevé une polémique et des rires dans le milieu littéraire, Jean-Baptiste Botul étant un philosophe fictif, imaginé par Frédéric Pagès. Celui-ci raille un « BHL victime d'un auto-entartage ».

### Les Amis de Botul
Créée en 1996, l'association des Amis de Botul organise différentes manifestations :
- Joutes oratoires, disputatio : Open de philo, Banquet du bac philo, Concours d'éloquence pour les moins de 25 ans à Cadouin (24) (28/7/2023).
- Inaugurations : à ce jour, cinq communes françaises possèdent une place, une rue ou une traverse au nom de "Jean-Baptiste Botul." Un cénotaphe a été érigé à Lairière (Aude).
- OPA (Oraisons Funèbre par Anticipation) : éloge d'une célébrité dont la disparition tarde à venir.
- Prix littéraire : le prix Botul est organisé annuellement depuis 2010 à la Commune d'Aligre (Paris 12e).
- Lâcher d'enclume : réalisé au stade de Lairière (Aude) le 24 juillet 2017.
- Salons Botul: réunion mensuelle (au Centre des Récollets, Paris 10e). Plus de 300 personnalités invitées depuis 1998.

### Œuvres de Botul
- La Vie sexuelle d'Emmanuel Kant, édition critique établie par Frédéric Pagès, Paris, Éditions Mille et une nuits, 1999  (ISBN 2-84205-424-5)
- Landru, précurseur du féminisme. Correspondance inédite entre Henri-Désiré Landru et Jean-Baptiste Botul, édition établie par Christophe Clerc et Bertrand Rothé, postface de Jacques Gaillard, Paris, Éditions Mille et une nuits, coll. « La Petite Collection », 2001  (ISBN 2-84205-587-X)
- Nietzsche et le démon de midi, édition établie par Frédéric Pagès, Paris, Éditions Mille et une nuits, coll. « La Petite Collection », 2004  (ISBN 2-842-05873-9)
- La Métaphysique du mou, texte établi et annoté par Jacques Gaillard, Paris, Éditions Mille et une nuits, 2007  (ISBN 978-2-75550-030-1)
- Revue Les Cahiers de l'enclume, Éditions de l'Atelier du gué, no 1, 1999 et no 3, 2000
- Freud et le cigare fatal, édition établie par Frédéric Pagès, Paris, 192 p.,Le Cherche Midi, 2024,  (ISBN 978-2-7491-7942-1)

## Conférences
Au Bal Blomet, salle de jazz du 15e arrondissement de Paris, sous le titre Le Bal des philosophes, ainsi qu'au Théâtre des Halles à Avignon, il a donné une série de conférences sur les vies de philosophes, de Platon à Jean-Paul Sartre (2018-2020), ainsi qu'un cycle sur le thème "Rallumons les Lumières"(2020-2021).
Au Théâtre des Halles (Avignon), il a donné plusieurs conférences : Spinoza (2022), Nietzsche (2023), Les femmes et la philosophie (2024).

## Théâtre
Sa pièce Descartes et Christine, reine de Suède est lue en public au cloître du Palais des Papes le 21 juillet 2020 (direction artistique Alain Timar), avec Aurore Erguy dans le rôle de la reine Christine et Charles Gonzalez dans le rôle de Descartes.  

## Œuvres
- Au vrai chic anatomique, Paris, Éditions du Seuil, coll. « Points virgule », 1983
- Le Philosophe sort à cinq heures, éd. François Bourin, 1993  (ISBN 2-87686-168-2)
- Descartes et le cannabis : pourquoi partir en Hollande ?, Paris, Mille et une Nuits, 1996
- La Dispute de Sélestat, Le Verger, 2000  (ISBN 2-908367-96-3)
- Philosopher ou l'art de clouer le bec aux femmes, Paris, Mille et une nuits, 2006
- L'Idiot de la Sorbonne, Libela-Maren Sell, 2007.
- Du pur amour et du saut à l'élastique, Libela-Maren Sell, 2011
- Botul au bordel, Paris, Buchet/Chastel, 2015

En collaboration :
- avec Claude Duneton, À hurler le soir au fond des collèges, Paris, Seuil, 1985  (ISBN 2-02-006766-8)
- avec Oreste Saint-Drôme, Comment choisir son philosophe ?, Paris, La Découverte, 2000
- avec Cabu, Tout Cabu, Paris, Les Arènes, 2010